# Zhang Chunzhen
Zhang Chunzhen (chiń. 张纯真; ur. we wrześniu 1970) – chińska lekkoatletka, specjalizująca się w skoku o tyczce, pierwsza nieoficjalna rekordzistka świata.
Zhang była jedną z pierwszych kobiet, które zaczęły uprawiać skok o tyczce, w 1990 i 1991 była mistrzynią kraju w tej konkurencji, wielokrotnie ustanawiała rekordy Chin. 24 marca 1991 podczas zawodów w Kantonie jako pierwsza tyczkarka w historii pokonała wysokość 4 metrów. 10 sierpnia 1991 w tej samej miejscowości ustanowiła nieoficjalny rekord świata w skoku o tyczce – 4,05. IAAF oficjalne rekordy zaczął notować od 1992, jako pierwszą oficjalną rekordzistkę uznaje się Chinkę Sun Caiyun (4,05 m).

## Rekordy życiowe
- skok o tyczce - 4,05 (1991) Najlepszy wynik na świecie w 1991